# Lutzomyia souzacastroi
Lutzomyia souzacastroi är en tvåvingeart som först beskrevs av Damasceno R. G., Causey O. R. 1944.  Lutzomyia souzacastroi ingår i släktet Lutzomyia och familjen fjärilsmyggor. Inga underarter finns listade i Catalogue of Life.